# Río Argos
Der Río Argos ist ein Fluss in der Region Murcia in Spanien. Er ist ein rechter Zufluss des Río Segura.

## Lage

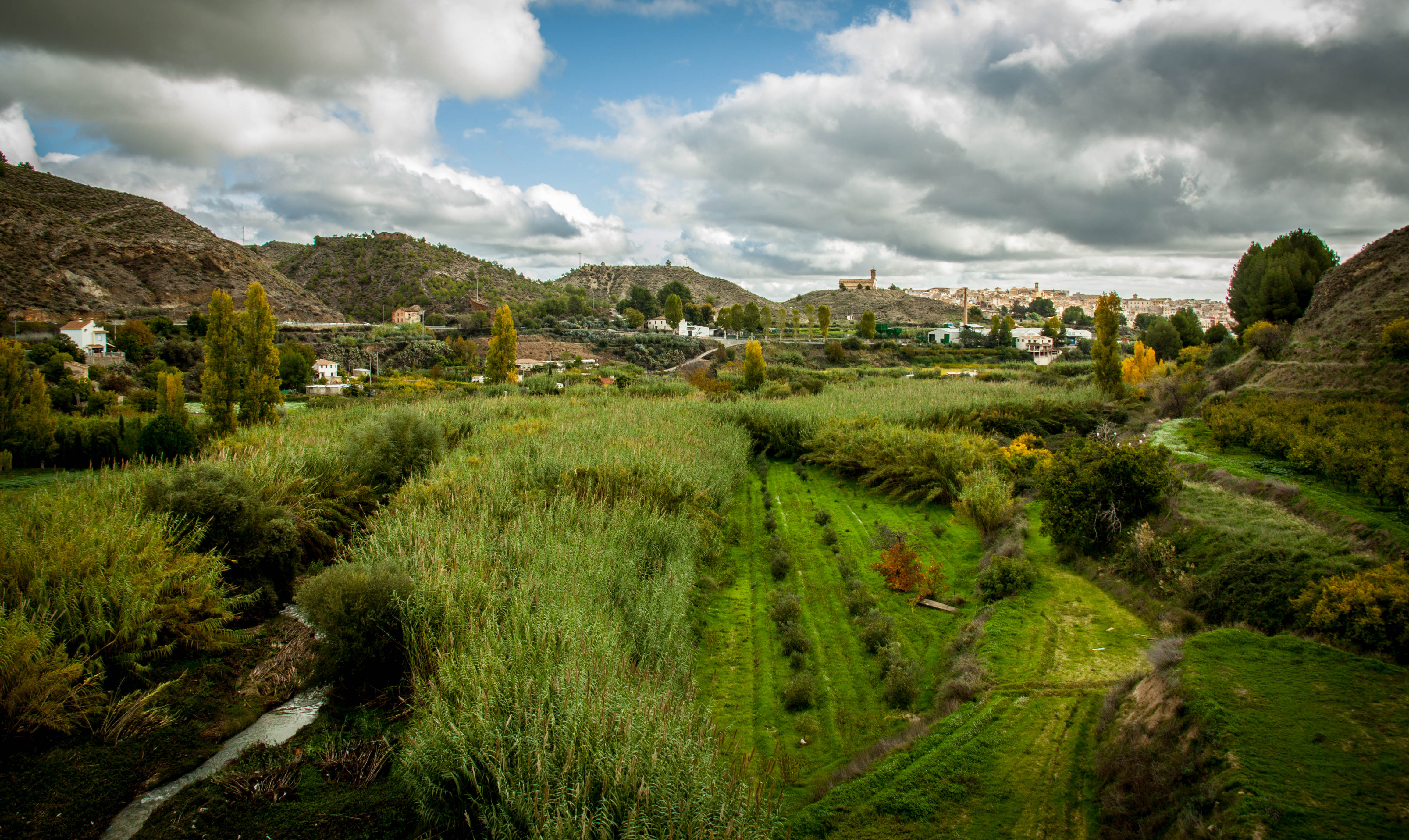
Die Vega del Argos mit Cehegín im Hintergrund

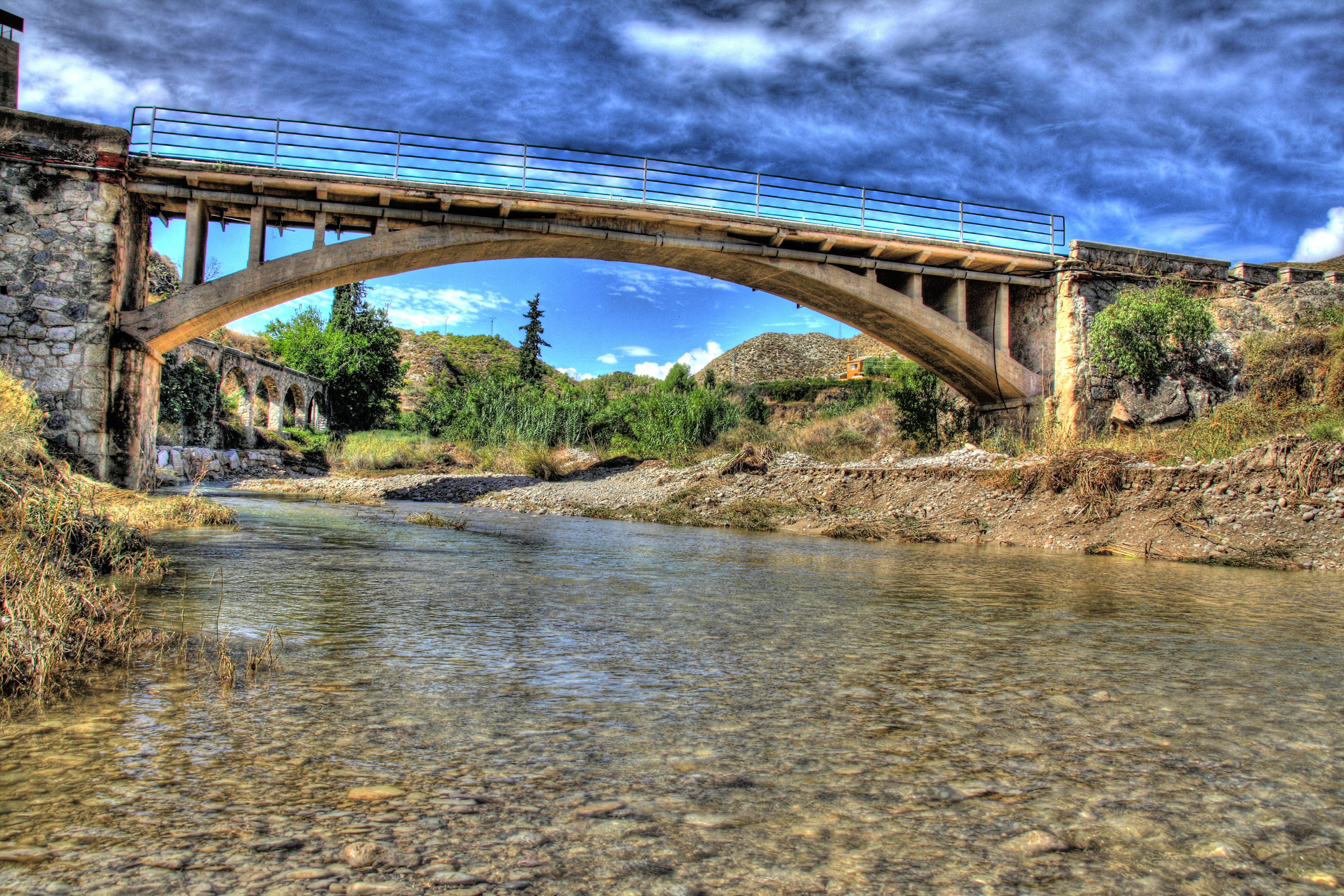
Brücke über den Fluss in Cehegín

Der rund 42 km lange Fluss entspringt im Gebiet der Gemeinde Caravaca de la Cruz in der Region Murcia, wo sich mehrere Quellbäche (Ramblas de los Calderones, de las Buitreras, de Parriel, de la Higuera und kurz darauf Béjar) vereinigen. Er fließt parallel zum südlicher verlaufenden Quípar an Cehegín vorbei und durchquert den kleinen Stausee Embalse del Argos. Bei Calasparra mündet er in den Río Segura.